# Siemens-RM-Serie
Die RM-Serie war eine Reihe von Computermodellen mit MIPS-Prozessor des Herstellers Siemens-Nixdorf.
Ursprünglich wurde die RM-Serie vom US-amerikanischen Unternehmen Pyramid Technology entwickelt, das 1995 von der Siemens AG übernommen wurde. Die ersten Modelle erschienen 1993, Siemens-Nixdorf führte die Systeme noch bis 1998 weiter. Als Betriebssystem diente das hauseigene Unix-Derivat SINIX, zeitweise gab es aber auch eine Portierung von Windows NT (3.5, 3.51 und 4.0) für diese Rechner.
Zur RM-Serie gehören:
- RM200: Workstations
- RM300: Kleinserver
- RM400: Mittelklasse-Server
- RM600: Hochleistungsserver

Eine Reihe von Supercomputern, der RM1000, wurde nach der Übernahme von Pyramid Technology durch Siemens-Nixdorf nicht mehr fortgeführt.
Die Linux-Distribution Linux/MIPS unterstützt einige Modelle der RM-Serie.